# Juan Domingo Arteaga Alemparte
Juan Domingo Arteaga Alemparte (Concepción, 9 de noviembre de 1835-Santiago, 14 de abril de 1880) fue un periodista, poeta, pensador y político chileno.

## Biografía
Hijo del general Justo Arteaga Cuevas y Trinidad Alemparte Vial. Junto con su hermano Justo Arteaga Alemparte, está considerado uno de los periodistas más importantes del siglo XIX. Cursó estudios en el Instituto Nacional. En el año 1853 se le otorgó el título de Bachiller en Filosofía y Humanidades.
En 1853, Domingo viajó a Perú, para acompañar a su padre que estaba exiliado por su participación en la revolución de 1851. Se establecieron en Arequipa y se dedicaron al comercio.
En este tiempo, se dedicó a cultivar las letras y comenzó a traducir La Eneida de Virgilio.
Los viajes por el interior de Perú y Bolivia, le permitieron estudiar el estado social y político de esos países. Su hermano Justo, había fundado en Santiago el diario "La Actualidad" y Domingo le enviaba artículos a Chile, para ser publicados, sobre condiciones del Perú.
En 1857, se terminó el destierro y regresó a Chile con su padre. 
El 10 de enero de 1864 sirvió a la Sexta Compañía de Bomberos de Santiago y el 16 de julio de 1866 pide su renuncia por problemas personales que le incapacita cumplir com su deber como voluntario de bomberos. 
Como periodista trabajó su hermano en diversos diarios (El País, La Libertad, Los Tiempos (Chile, 1877-1882), etc.). Fue diputado por el Partido Nacional por Chillán entre 1867 - 1870, Talca entre 1870 - 1873 y Lautaro entre 1879 - 1882. En 1870 publicó junto a su hermano Los constituyentes chilenos, escribió bajo el seudónimo de Juan de las Viñas.
Murió en Santiago, el 14 de abril de 1880, sin haber terminado su período parlamentario.

## Obras
- Los constituyentes chilenos, galería de biografías de Parlamentarios (1870).[2]
- Al amor, al dolor, Odas (1881).[2]